# Incursione di St. Augustine
L'incursione di St. Augustine fu un evento militare della guerra anglo-spagnola nel quale l'insediamento spagnolo di St. Augustine in Florida venne catturato dopo una breve schermaglia e messo a fuoco dagli inglesi guidati da Francis Drake. Questo episodio fu parte della Grande Spedizione di Drake e fu l'ultimo combattimento dello Spanish Main prima che Drake si dirigesse a nord verso la Colonia di Roanoke. La spedizione costrinse gli spagnoli ad abbandonare ogni insediamento presente nell'attuale Carolina del Sud.

## Antefatto

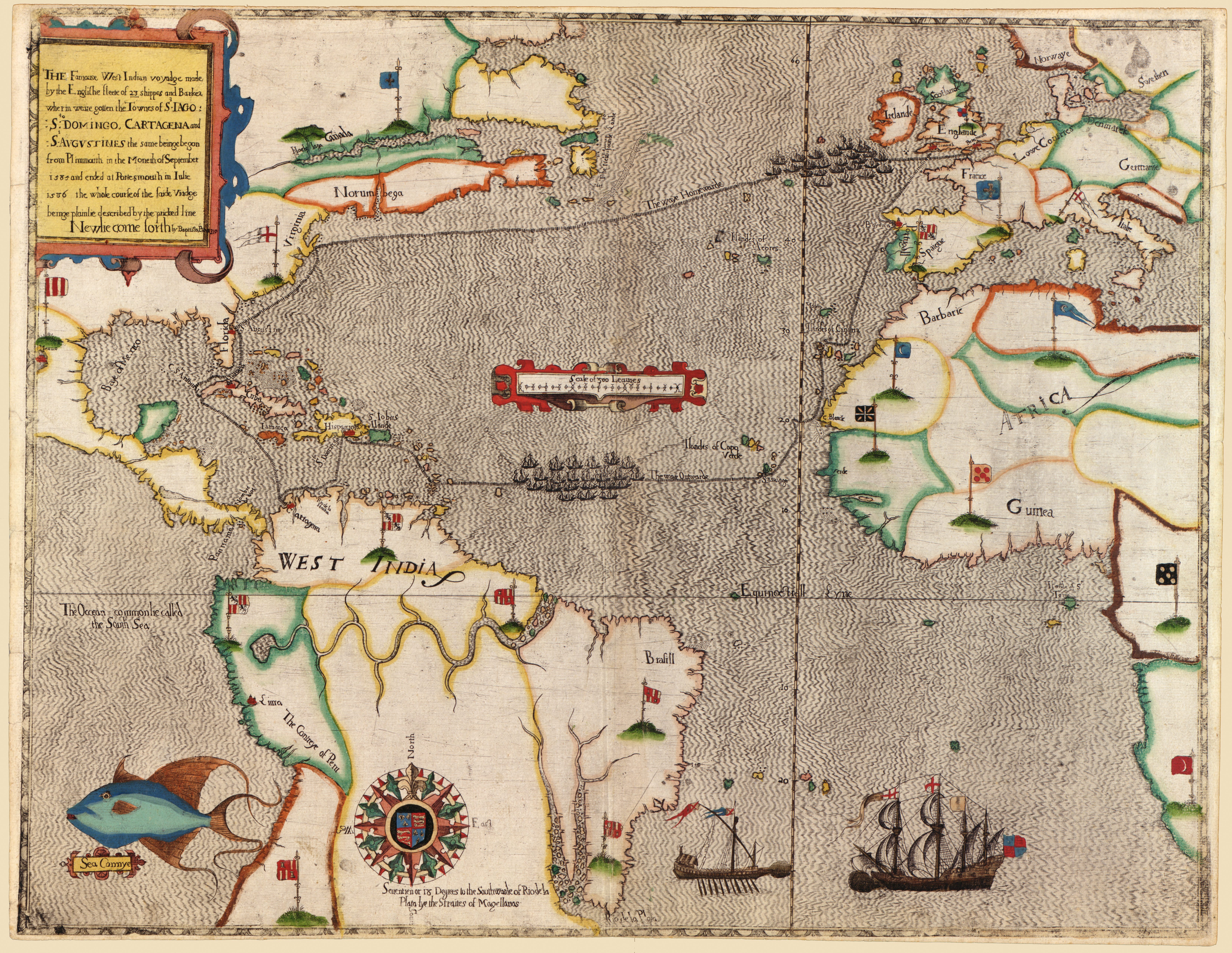
Mappa del viaggio di Drake nello Spanish Main

La guerra era già stata dichiarata ufficiosamente da Filippo II di Spagna dopo il Trattato di Nonsuch nel quale Elisabetta I d'Inghilterra aveva dato il suo appoggio ai ribelli olandesi protestanti contro l'Impero spagnolo. La regina attraverso Francis Walsingham ordinò a sir Francis Drake di guidare una spedizione per attaccare le colonie spagnole nel Nuovo Mondo. Salpando da Plymouth in Inghilterra, nel novembre del 1585 questi colpì dapprima Santiago nell'isola di Capo Verde nella costa nordoccidentale dell'Africa, e poi si addentrò nell'Atlantico razziando Santo Domingo che venne catturata e poi riscattata il 1 gennaio 1586; seguì quindi un attacco di successo all'importante città coloniale di Cartagena il 19 febbraio.
Drake intendeva colpire un'altra città nello Spanish Main prima di portarsi nella Colonia di Roanoke nella costa orientale americana; dopo quest'operazione contava di riattraversare l'Atlantico e tornare in Inghilterra. Al contrario di quanto previsto Drake fu costretto però a fare tappa prima nelle isole cubane alla ricerca di acqua potabile per combattere una tremenda epidemia di dissenteria diffusasi a bordo, poi facendo vela verso la madrepatria.
La flotta si portò a nord verso la penisola della Florida. Il 27 maggio 1586 gli inglesi avvistarono un piccolo forte sulla riva nei pressi di una piccola insenatura naturale. Questo era il luogo dove sorgeva St Augustine, la città più a settentrione dell'impero spagnolo nel Nuovo Mondo. Drake conosceva il posto e sapeva anche che in esso gli spagnoli al comando di Pedro Menéndez de Avilés avevano ordinato l'esecuzione di tutti i coloni francesi ugonotti dell'area. Drake decise che quella città sarebbe stata un'ottima tappa per compiere una razzia, oltre che per aiutare i protestanti locali.

## La presa
Gli inglesi attaccarono e bombardarono il piccolo forte di legno tra le dune di sabbia; gli spagnoli spararono solo qualche colpo e poi si diedero alla fuga. Drake inviò una spedizione a terra per investigare, mentre Christopher Carleill, capitano della Tiger, ed alcuni volontari portarono la nave in un'insenatura senza comunque vedere traccia degli spagnoli. Un ugonotto francese, Nicholas Borgoignon, che era stato fatto prigioniero dagli spagnoli sei anni prima, venne trovato in una delle navi ancorate al porto e si accordò per guidare gli inglesi verso l'insediamento spagnolo.

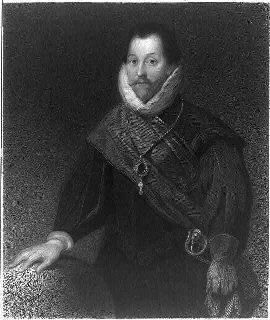
Sir Francis Drake

Il governatore spagnolo di St. Augustine, Pedro Menéndez de Márquez (nipote di Pedro Menéndez de Avilés), sapeva che Drake era giunto alla costa, ma si accorse anche di avere a disposizione circa 100 miliziani. I coloni spagnoli si ritirarono nell'entroterra da dove speravano di tendere delle imboscate agli inglesi. Drake ed i suoi uomini occuparono l'area del piccolo forte ma durante la notte gli indiani, alleati della guarnigione spagnola, attaccarono. Drake ed i suoi uomini riuscirono a respingerli in soli venti minuti di combattimenti, con notevoli perdite da parte dei nativi americani.
Il giorno successivo, Drake, Carleill e circa 200 uomini avanzarono all'interno dell'insenatura con le pinacce e delle piccole barche a loro disposizione, avvistando ben presto la palizzata di legno del forte di San Juan. Dopo un breve scontro, gli inglesi sbarcarono e presero il forte con poche perdite. Lo trovarono deserto dal momento che gli spagnoli avevano preferito la fuga, ma vi scoprirono delle postazioni d'artiglieria intatte con quattordici pezzi d'artiglieria pronti. Trovarono anche la cassa della guarnigione, circa 2000 ducati, che era stata inavvertitamente dimenticata durante la ritirata. Drake, notato che gli spagnoli se ne erano andati, iniziò a saccheggiare quanto poté; prese con sé i cannoni e incendiò il forte.
Ben presto gli inglesi giunsero all'insediamento principale di St. Augustine, che apparve deserto. Gli spagnoli, ad ogni modo, si trovavano appena fuori dalla città quando giunsero gli uomini di Drake e ne sorse una piccola schermaglia. Anthony Powell, uno degli ufficiali di Carleill, rimase ucciso nell'operazione. Gli uomini di Carleill quindi caricarono, costringendo così gli spagnoli a ritirarsi ed a lasciare l'insediamento nelle mani di Drake.
Gli inglesi passarono la notte in paese ed il giorno successivo razziarono quanto poterono. Tutte le costruzioni vennero incendiate, i campi vennero distrutti e tutto ciò che poté essere preso venne portato sulle navi; il resto venne distrutto sul posto. Il forte di San Juan venne incendiato e tutti i pezzi d'artiglieria vennero presi dagli inglesi.

## Conseguenze

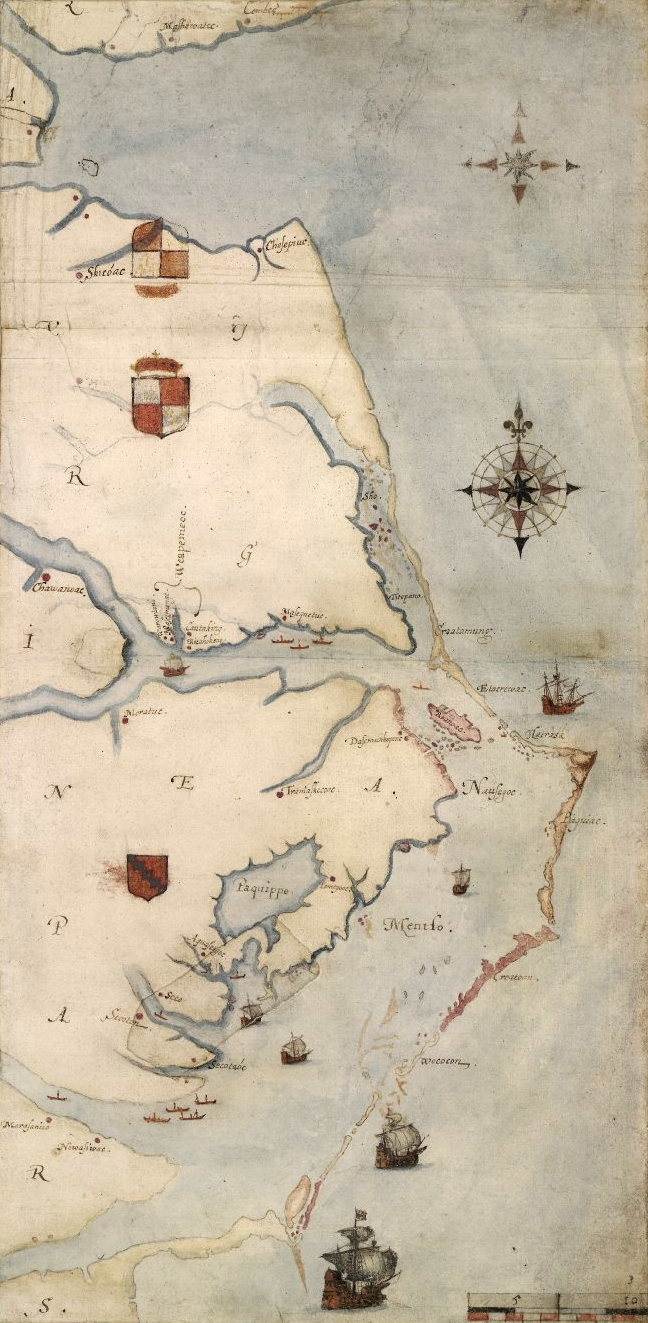
Mappa del 1584 della colonia di Roanoke

Una volta che gli inglesi se ne furono andati, Menéndez ed il resto degli spagnoli tornarono in paese per trovare l'abitato completamente distrutto. Egli implorò quindi l'aiuto del viceré di Cuba e ricostruì quindi l'insediamento. Il forte di San Juan venne rimpiazzato da un altro forte in legno. Nessuna fortezza venne costruita a difesa del presidio sino alla costruzione del Castello di San Marco nel 1672.

### Roanoke
La flotta di Drake salpò da St. Augustine il 29 maggio, facendo rotta a nordovest, cercando dei segnali dell'insediamento di Raleigh. Le navi viaggiarono in quello che attualmente è il Charleston Harbor ma trovarono l'area deserta e quindi continuarono lungo la costa sino a quando non avvistarono del fumo. Venne inviata a terra una scialuppa con degli uomini per investigare e gli uomini entrarono in contatto coi coloni inglesi accampatisi su Roanoke Island. Drake non aveva rifornimenti ma si offrì di riportare i coloni in Inghilterra con sé gratuitamente; salpò alla volta di Portsmouth il 22 luglio.
Drake venne accolto come un eroe nazionale al suo arrivo in Inghilterra, dal momento che la notizia delle sue razzie contro le colonie spagnole lo avevano preceduto. Il suo assalto diretto alle colonie spagnole nel Nuovo Mondo era stato disastroso per il prestigio della Spagna ed aveva minacciato le ricchezze provenienti dall'America, tra cui oro e argento che alimentavano copiosamente le casse della Spagna. Gli spagnoli, che chiamavano Drake El Draque, lo dipinsero come un mostruoso pirata. Il colpo assestato da Drake al cuore dell'impero spagnolo imbarazzò re Filippo II che si risolse alla mossa di provare a conquistare l'Inghilterra per porre fine a questi assalti.

## Dopo l'incursione
Le conseguenze dell'incursione di Drake furono significative per la Spagna. Iniziò a circolare la voce che a nord delle colonie spagnole gli inglesi avevano piazzato una base per la loro pirateria. Questo venne confermato da quanto riportato dai prigionieri spagnoli rilasciati da Drake che riportarono Roanoke come il luogo chiave per le scorribande degli inglesi. Gli spagnoli non conoscevano l'esatta ubicazione dell'avamposto inglese e lo stesso Menéndez, che pure inviò una spedizione per cercare di stanare i coloni inglesi nell'area, non riuscì a trovare nulla.
Temendo una nuova sortita e con le coste dell'impero spagnolo in America sguarnite di adeguate difese, seguì una crisi. Menéndez conferì col Consiglio delle Indie a Siviglia (che aveva ricevuto la conferma della distruzione di St. Augustine a luglio di quell'anno) e Filippo II disse di volersi riconcentrare sull'area di St. Augustine. Menéndez, malgrado le obiezioni sul piano, abbandonò controvoglia le colonie di Parris Island e Santa Elena. Questo fatto segnò la fine di insediamenti spagnoli permanenti nella Carolina del Sud.